# Dav Pilkey

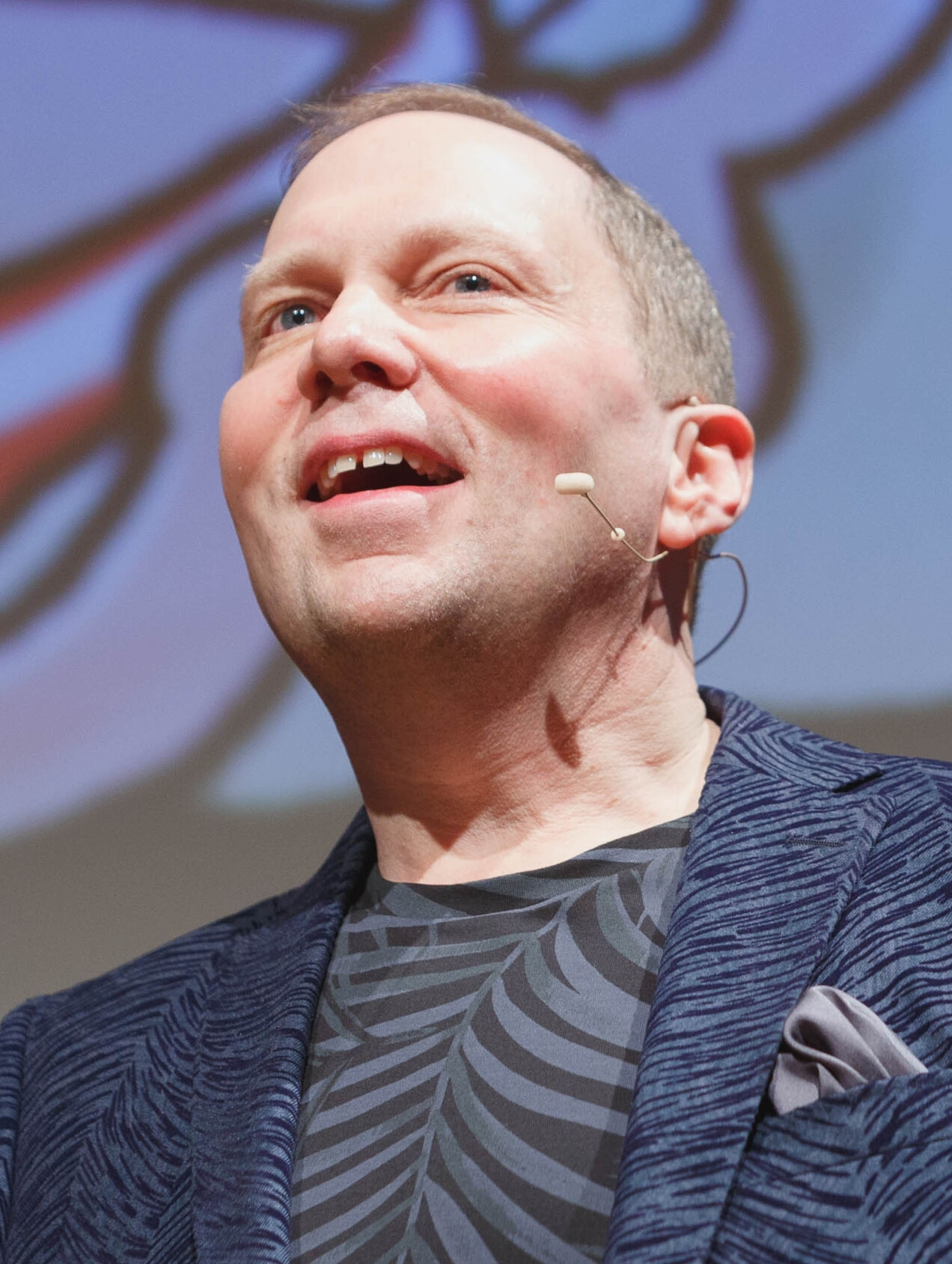
Dav Pilkey (2019)

Dav Pilkey (eigentlich David Murray Pilkey Jr; * 4. März 1966) ist ein US-amerikanischer Autor und Illustrator. Bekannt wurde er durch seine Kinderbuchreihen Käpt’n Superslip (Captain Underpants), The Dumb Bunnies und die Comic-Serie Dog Man.

## Leben und Karriere
Dav Pilkey wurde in Cleveland, Ohio geboren. Seine Eltern waren Barbara und David Pilkey Sr. Er hat eine ältere Schwester. Laut seinen eigenen Aussagen wollte er schon als Kind andere zum Lachen bringen, was aber oft in Schwierigkeiten endete.
Pilkey startete seine Karriere als Schriftsteller und Zeichner schon sehr früh. Im Alter von vier Jahren wurde er seiner ersten Schule verwiesen, weil er Sachen aus dem Fenster geworfen hatte. Auch in der Grundschule fiel er durch seine Scherze den Lehrern oft unangenehm auf. Seine Unterbrechungen führten sogar dazu, dass er einen Tisch im Schulkorridor hatte. Er litt unter ADHS, Dyslexia und Verhaltensproblemen. Glücklicherweise liebte er es, zu zeichnen und sich Geschichten auszudenken. Hierbei entstand der Comic, der ihn später bekannt machen sollte: Captain Underpants. Sein Lehrer zerriss den Comic und meinte jedoch, Pilkey könne nicht den Rest seines Lebens damit verbringen, dumme Bücher zu schreiben.
Zwar schrieb Pilkey schon vor seinem Durchbruch Bücher, doch durch die große Begeisterung durch die Erwähnung seines ersten Comics bei den Buchpräsentationen mit Kindern veröffentlichte Pilkey schließlich den Comic Captain Underpants. Dieser wurde vor allem bei Kindern ein großer Erfolg, nicht zuletzt wegen seiner kindgerechten Schreibweise. Des Weiteren setzt sich Pilkey für die Unterstützung der Kinder beim Lesen ein und hat einen eigenen YouTube-Kanal.
In den Jahren 2012 und 2013 war das Buch Captain Underpants eines der am meisten verbannten Bücher in den USA, weil die Meinung vertreten wurde, die Hauptfiguren des Comics würden Kinder zu Unruhe und Ungehorsam anstiften. Pilkey gab dazu an, dass er lediglich seine eigene Kindheit beschreibe und Kinder einen eigenen Humor hätten, der sich deutlich von dem der Erwachsenen unterscheide. Dazu enthalte sein Buch weder Sex noch Drogen und nicht mehr Gewalt als in den Zeichentrickfilmen für Kinder enthalten sei. 2022 waren Dav Pilkeys Comic-Serien Dog Man und Cat Kid die meistverkauften Comics in den USA. Pilkey hat laut NPD Bookscan 2022 über 3,6 Millionen Titel verkauft.
Die ungewöhnliche Schreibweise seines Namens geht auf seine ehemalige Arbeitsstelle bei Pizza Hut zurück, bei der ein „e“ auf seinem Namensschild fehlte. Obwohl der Name falschgeschrieben war, klang er trotzdem noch gleich, und Pilkey behielt diese Schreibweise bei. Im Februar 2005 lernte er Sayuri kennen, eine professionelle Musikerin und Besitzerin seines japanischen Lieblingsrestaurants. Sie heirateten im gleichen Jahr.